# آدام ساندروسکی
آدام ساندروسکی (لهستانی: Adam Sandurski؛ زادهٔ فوریه ۱۹۵۴) کشتی‌گیر اهل لهستان بود.
وی در مسابقات کشوری و بین‌المللی در مجموع برندهٔ ۳ مدال نقره، ۷ مدال برنز شده‌است.